# 洋泾一大帮
《洋泾一大帮》（英語：Talk, Talk!）由上海外语频道和湖南国际频道联合出品的脱口秀中英双语节目，主持人是美籍华人吴大维、杨迪以及其他接受邀请的外国人，主要是展现世界各国文化、思想和风情。

## 演播室
《洋泾一大帮》的演播室设计成“酒吧”样式。

## 播出
- 上海外语频道，星期一到星期五，每天晚上9点45分。
- 湖南国际频道，星期一到星期五，每天晚上8点。